# André Bonthuis
A.F. (André) Bonthuis (21 januari 1949) is een Nederlands politicus van de PvdA.
Na het Christelijk Lyceum in Almelo bezocht te hebben ging Bonthuis als leerling-journalist aan de slag bij het regionale dagblad Tubantia. Ook heeft hij enige tijd perswetenschappen gestudeerd aan de Universiteit van Amsterdam. Na de journalistiek was hij onder andere werkzaam in de uitgeverijsector bij een sociaal-wetenschappelijke en medische uitgeverij.
Na enkele jaren raadslidmaatschap werd hij eind 1981 fulltime wethouder in de gemeente Hellendoorn. In 1987 werd hij burgemeester van Moordrecht en acht jaar later volgde zijn benoeming tot burgemeester van Nieuwerkerk aan den IJssel. Hij gaf de aanzet tot een vrijwillige fusie van de gemeente Nieuwerkerk aan den IJssel met de gemeente Zevenhuizen-Moerkapelle en zijn voormalige gemeente Moordrecht. Dit leidde per 1 januari 2010 tot de nieuwe gemeente Zuidplas met ruim 40.000 inwoners. Vervolgens werd Bonthuis benoemd tot waarnemend burgemeester van die nieuwe gemeente. Op 15 september van dat jaar werd Gert-Jan Kats daar benoemd als burgemeester.
Van 1 oktober 2010 tot 1 januari 2015 was André Bonthuis waarnemend burgemeester van Schoonhoven in de Krimpenerwaard, waar een herindeling liep van vijf gemeenten tot één nieuwe gemeente met 55.000 inwoners. Vanaf 14 december 2015 was hij enige tijd waarnemend burgemeester van Zederik om zijn zieke collega Coert van Ee tijdelijk te vervangen. Op 1 oktober 2016 stopte Van Ee daar als burgemeester en met ingang van 17 oktober 2016 is Bonthuis daar opnieuw tot waarnemend burgemeester benoemd. Toen Zederik in 2019 onderdeel werd van de gemeente Vijfheerenlanden eindigde het burgemeesterschap van Bonthuis daar. 